# Chambray
Chambray ist eine französische Gemeinde mit 396 Einwohnern (Stand: 1. Januar 2022) im Département Eure in der Region Normandie. Sie gehört zum Arrondissement Les Andelys und zum Kanton Pacy-sur-Eure.

## Geografie
Chambray liegt an der Eure, etwa zwölf Kilometer ostnordöstlich von Évreux und etwa 13 Kilometer westsüdwestlich von Vernon. Umgeben wird Chambray von den Nachbargemeinden Autheuil-Authouillet im Norden und Nordwesten, Sainte-Colombe-près-Vernon im Nordosten, Houlbec-Cocherel im Osten und Südosten, Rouvray im Südosten, Jouy-sur-Eure im Süden sowie Fontaine-sous-Jouy im Westen und Südwesten.

## Bevölkerungsentwicklung
| 1962                       | 1968 | 1975 | 1982 | 1990 | 1999 | 2006 | 2018 |
| -------------------------- | ---- | ---- | ---- | ---- | ---- | ---- | ---- |
| 340                        | 300  | 336  | 383  | 372  | 372  | 446  | 418  |
| Quellen: Cassini und INSEE |      |      |      |      |      |      |      |

## Sehenswürdigkeiten
- Kirche Saint-Martin, Monument historique
- Schloss Chambray, Monument historique

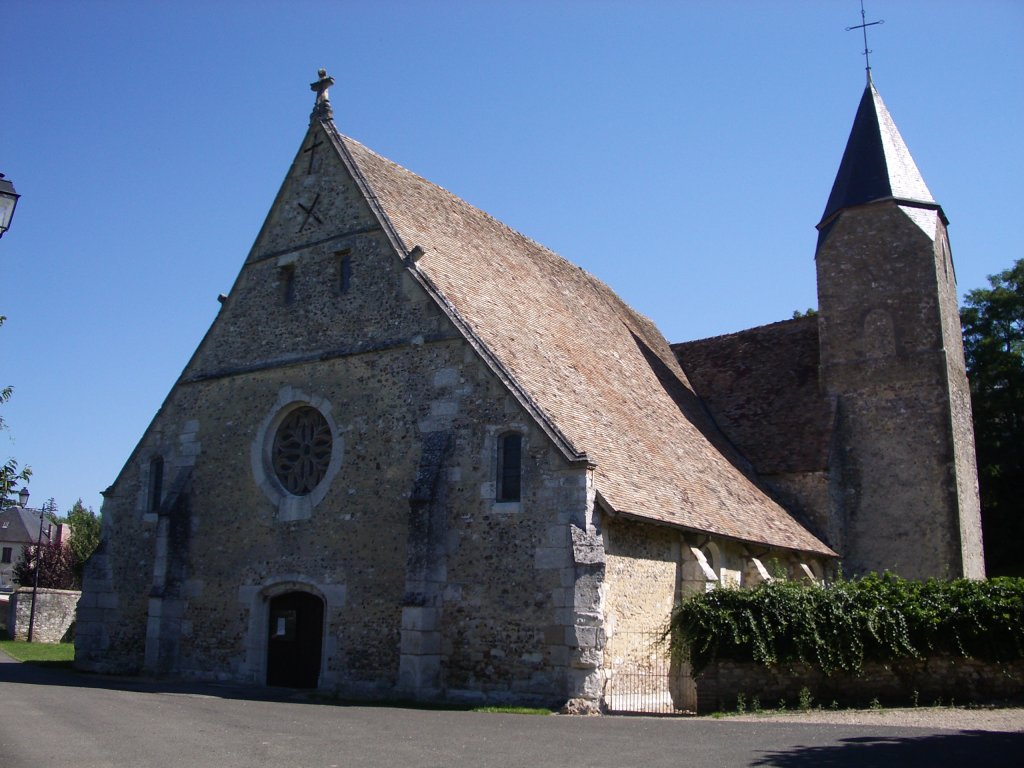
Kirche Saint-Martin
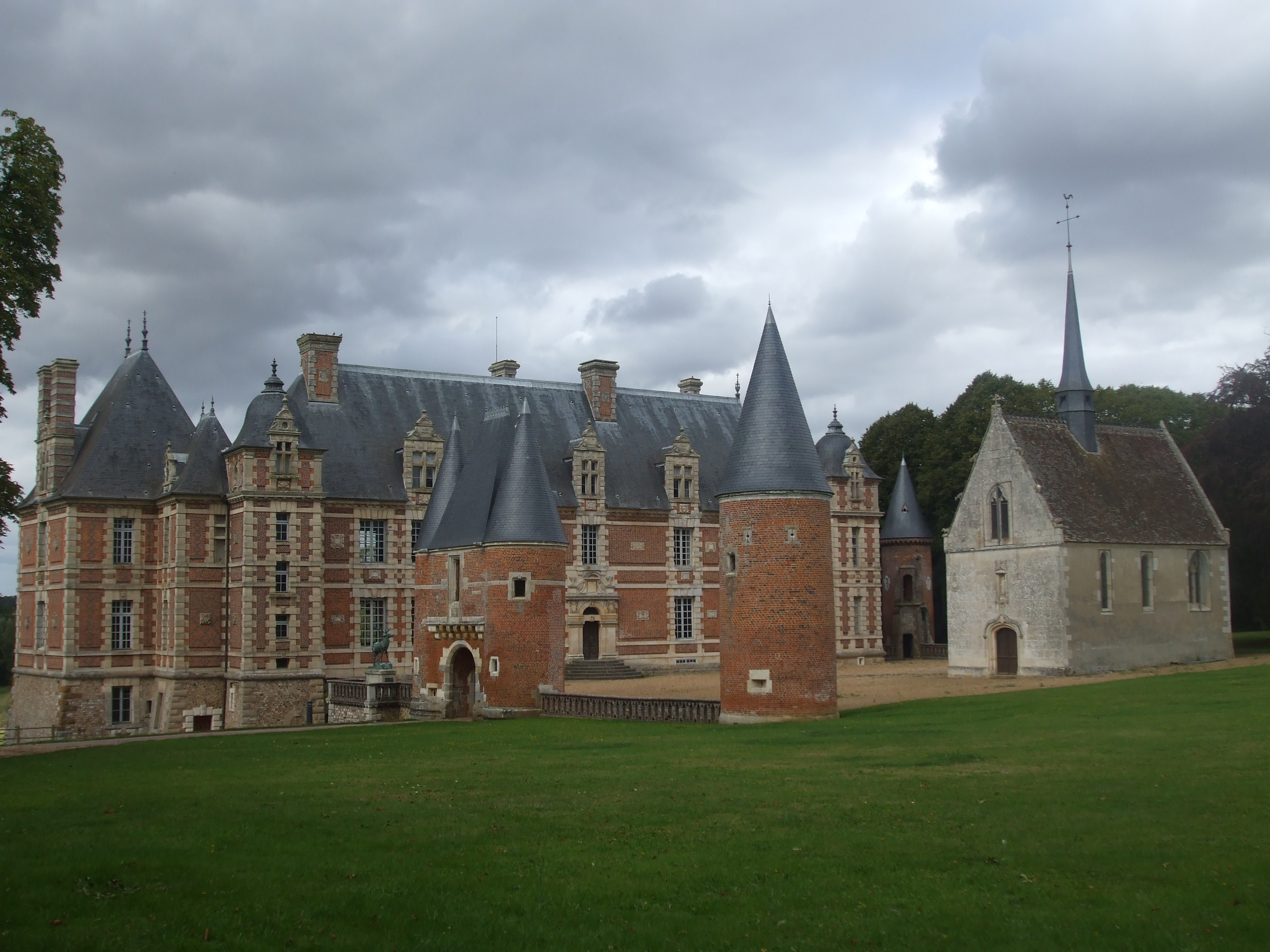
Schloss Chambray